# Kosmos 2303
Kosmos 2303, ruski komunikacijski satelit iz programa Kosmos. Vrste je Strijela-3.
Lansiran je 26. prosinca 1994. godine u 05:11 s kozmodroma Pljesecka u Rusiji. Lansiran je u nisku orbitu oko planeta Zemlje raketom nosačem Ciklon-3 11K68. Orbita mu je 1414 km u perigeju i 1428 km u apogeju. Orbitna inklinacija mu je 82,57°. Spacetrackov kataloški broj je 23445. COSPARova oznaka je 1994-086-E. Zemlju obilazi u 114,24 minute. Pri lansiranju bio je mase 220 kg. 

## Vanjske poveznice
- N2YO.com Search Satellite Database
- Celes Trak SATCAT Format Documentation (engl.)
- Kunstman  Arhivirana inačica izvorne stranice od 12. kolovoza 2019. (Wayback Machine) Satellites in Orbit (engl.)